# خرموش کانگورویی تگزاس
خرموش کانگورویی تگزاس (نام علمی: Dipodomys elator) نام یک گونه از سرده خرموش کانگورویی است.